# Alfabetos mongoles

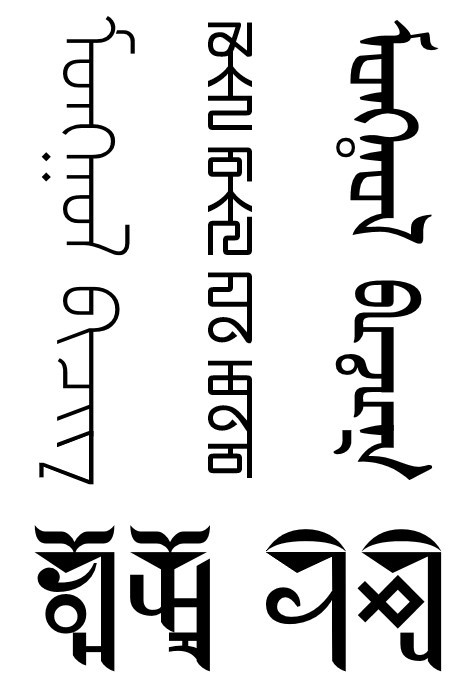
Cuatro sistemas de escritura mongoles. Muestran la palabra «Monggol bicig», que significa ‘escritura mongola’ o ‘alfabeto mongol’. Los sistemas son los siguientes: el alfabeto mongol tradicional (a la izquierda), el alfabeto 'Phags-pa (en medio), el alfabeto todo (a la derecha) y la escritura soyombo (abajo).

A lo largo de los siglos se han desarrollado varios sistemas de escritura para el idioma mongol. El alfabeto mongol tradicional fue el más antiguo y fue el sistema que predominante durante la mayor parte de la historia de Mongolia, y sigue siendo el alfabeto oficial del idioma mongol en Mongolia Interior, República Popular China. En el siglo XX Mongolia dejó de usar el alfabeto tradicional y empezó a escribir su idioma primero en alfabeto latino y luego en alfabeto cirílico.

## Precursores

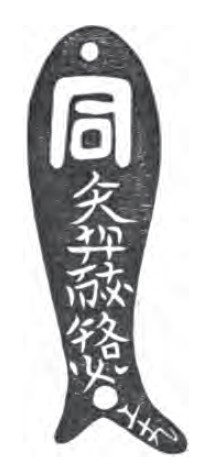
Un pez de bronce con la escritura kitana

Los Xianbei hablaban el idioma protomongólico y dejaron escritos algunos ejemplos de literatura en su idioma. Es posible que usaban los caracteres chinos para escribir fonéticamene su idioma (de la misma manera que el man'yōgana japonés), pero se perdieron todos los textos.
Los kitanos hablaban un idioma protomongólico llamado idioma kitán o jitán. Desarrollaron dos sistemas de escritura: la escritura kitana mayor (un sistema logográfico derivado de los caracteres chinos) y la escritura kitana menor (un sistema derivado del uigur).

## Alfabeto mongol tradicional

### Alfabeto clásico
En los primeros años del Imperio mongol, cerca del año 1204, se creó el alfabeto tradicional o clásico. Fue derivado del uigur, con algunas modificaciones (como por ejemplo rotación a 90° para aparentar caracteres chinos y la dirección de escribir de arriba abajo).
Este alfabeto aparece en los billetes de tugrik mongol.

### Alfabeto galik
En 1587 un traductor llamado Ayuush Güüsh inspirado por el tercer dalái lama, Sonam Gyatso, inventó el alfabeto galik. Añadió algunas letras adicionales al alfabeto clásico para transcribir términos religiosos del idioma tibetano y sánscrito, y luego, también del chino y ruso.

### Alfabeto todo

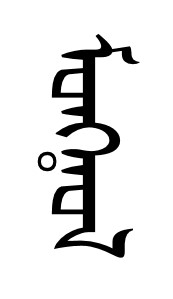
La palabra «Monggol» en el alfabeto todo

En 1648 un monje budista del pueblo oirat llamado Zaya Pandita inventó esta variación del alfabeto mongol para acercarlo a la fonética oirata y para facilitar la transcripción del idioma tibetano y sánscrito. Este alfabeto fue usado por los calmucos en Rusia hasta 1924 cuando fue reemplazado por el alfabeto cirílico. Los oirates chinos de Sinkiang siguen utilizándolo.

### Alfabeto buriato
En 1905 se creó otra variación del alfabeto mongol. Su propósito fue reducir las ambigüedades fonéticas y facilitar las transcripciones del idioma ruso.

## Escritura cuadrada 'Phags-pa

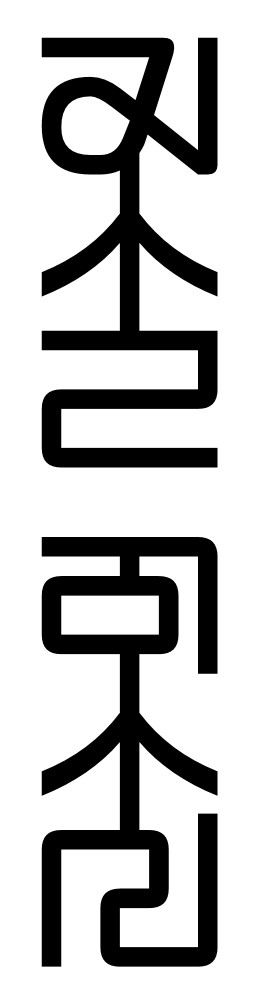
La palabra «Monggol» en el alfabeto 'Phags-pa

En el siglo XIII se inventó este alfabeto con fin de mejorar el alfabeto tradicional.

## Escritura soyombo

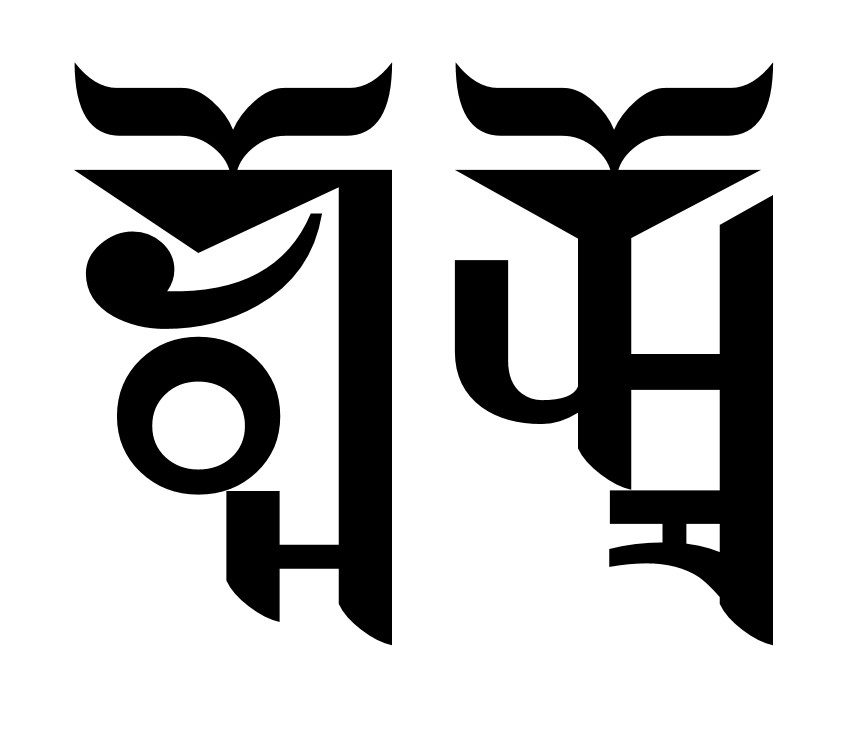
La palabra «Monggol» en la abugida soyombo

Soyombo es un abugida creado en el siglo XVII para escribir el idioma mongol, aunque también puede usarse para escribir el idioma tibetano y sánscrito. Esta escritura incluye un símbolo especial, el Soyombo, que ha sido adoptado como símbolo nacional de Mongolia y aparece en su bandera desde 1921 y en su escudo desde 1992.

## Escritura horizontal cuadrada

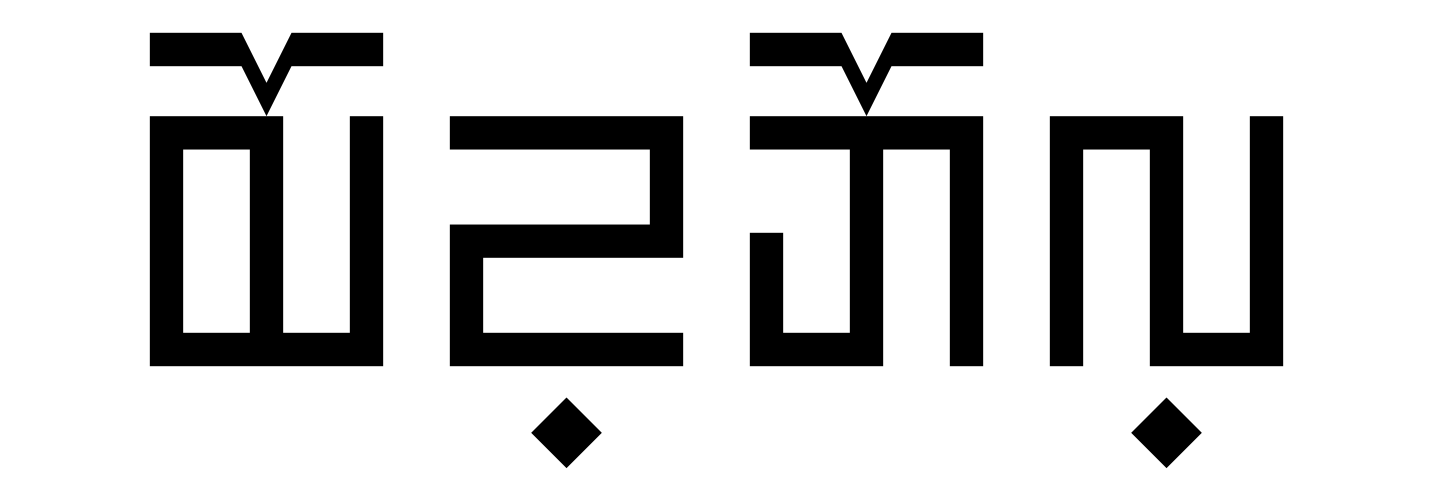
La palabra «Monggol» en la escritura horizontal cuadrada

En 1801 se redescubrió la escritura horizontal cuadrada, creada aproximadamente en el mismo tiempo que la abugida soyombo. Su uso no es conocido. Se basaba en el alfabeto tibetano, escrito de la izquierda hacia la derecha, poseía símbolos diacríticos para las vocales, escritos sobre los símbolos básicos de las consonantes. Adicionalmente se usaba un punto debajo de la consonante para marcar el final de la sílaba.

## Escrituras extranjeras

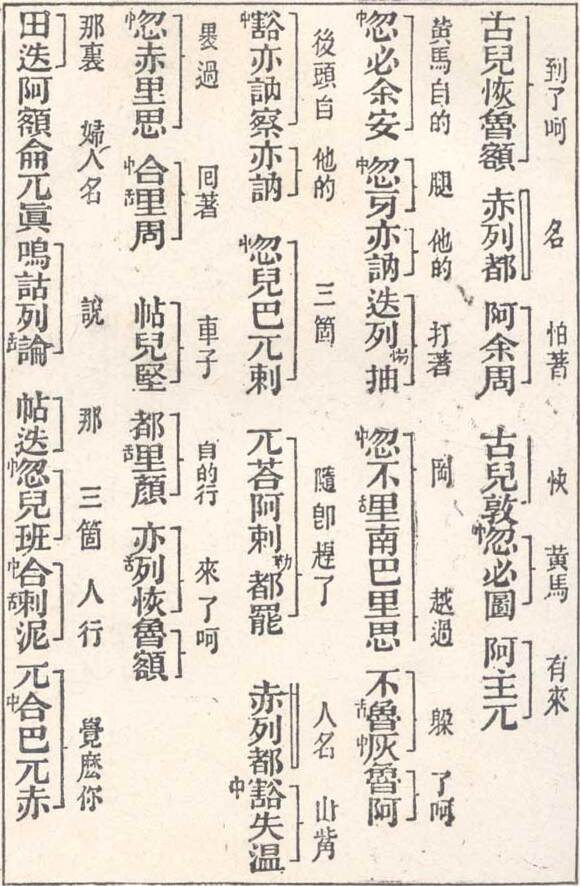
El texto de la Historia secreta de los mongoles escrito en los caracteres chinos

Antes del siglo XIII para escribir el idioma mongol, la gente tenía que usar sistemas de escritura extranjeros. Incluso durante la época del Imperio mongol, en las áreas conquistadas seguían utilizándose los sistemas de escritura locales. A menudo se empleaba los caracteres chinos para escribir el mongol (como en el caso de las únicas copias de la Historia secreta de los mongoles que sobrevivieron hasta el día de hoy). En los terrenos del Oriente Medio se usaba las escrituras persa y árabe.

### Alfabeto latino
En 1941 Mongolia adaptó oficialmente el alfabeto latino. Hubo dos versiones del alfabeto latino mongol. Con el tiempo el alfabeto latino fue abandonado.

### Alfabeto cirílico

La palabra «Mongol» escrita en el alfabeto cirílico mongol

Durante la República Popular de Mongolia el gobierno comunista introdujo el alfabeto cirílico mongol basado en el alfabeto ruso. Este alfabeto sigue siendo el sistema oficial usado para escribir el idioma mongol en el territorio de la actual Mongolia.